# HEPPS (tampon)
HEPPS est le nom courant de l'acide 3-[4-(2-hydroxyéthyl)pipérazinyl]propanesulfonique, un acide sulfonique dérivé de la pipérazine. 
Utilisé comme tampon en biochimie pour son pKa de 8,1 à 25 °C, c'est un composé faisant partie des tampons de Good, décrit et nommé en 1972.  
Il est aussi l'objet de recherches actives dans le domaine pharmaceutique. Des études portant sur les souris ont montré que l'HEPPS pouvait disloquer des plaques amyloïdes similaires à celles rencontrées dans la maladie d'Alzheimer et ainsi atténuer certains symptômes chez les souris. L'HEPPS serait capable de dissocier les oligomères de bêta-amyloïde dans des échantillons de plasma issus de patients, ce qui ouvrirait la voie à un diagnostic par analyse de sang de la maladie d'Alzheimer. 